# Pandinus ugandaensis
Pandinus ugandaensis – gatunek skorpiona z rodziny Scorpionidae.
Gatunek ten opisany został w 2011 roku przez Františka Kovaříka na podstawie 4 okazów.
Pajęczak ten osiąga do 90 do 110 mm długości ciała, które ubarwione jest rudoczarno z rudobrązowymi szczypcami nogogłaszczków, odnóżami i telsonem. Szczękoczułki są brązowo-czarne z siateczkowaną powierzchnią. Karapaks jest płytko punktowany, pozbawiony żeberek i granulek, o silnie wklęśniętej przedniej krawędzi, głębokiej bruździe strzałkowej i z dwoma oczami środkowymi oraz trzema bocznymi. Grzebienie mają 13–14 ząbków u samców i 10–11 u samic. Gładkie tergity przedodwłoka mają niepełne żeberka strzałkowe i płytkie bruzdy o symetrycznym rozmieszczeniu. Jego sternity również są gładkie i zaopatrzone tylko w niesięgające żadnej z krawędzi bruzdki. Segmenty zaodwłoka do czwartego włącznie mają po 8 żeberek, z których grzbietowe są złożone z 3–7 zaokrąglonych ząbków. Piąty segment ma pięć żeberek, wszystkie granulowane. Telson ma kolec jadowy krótszy niż vesiculus. Nogogłaszczki cechuje rzadkie owłosienie, a granulki na grzbietowych powierzchniach ich szczypiec są niestożkowate, niekiedy o zlewających się szczytach. 
Skorpion znany wyłącznie z ugandyjskiego dystryktu Kaabong.